# Juan Manuel Alonso
Juan Manuel Alonso (Mene Grande, estado Zulia) es un empresario venezolano, actual Operation Manager de WorldStaff USA, agencia de reclutamiento de personal para diferentes compañías y con sedes en varios estados de Estados Unidos.
Alonso ha fundado diversos emprendimientos en Florida en el área de renta de automóviles, fabricación de letreros, entre otros, logrando expandirse hacia otros estados al aliarse con su actual pareja Erika Mejía, fundadora de WorldStaffUSA y Lovely Roses.

## Trayectoria
Luego de migrar hacia Estados Unidos debido a la crisis económica venezolana en 2016, Alonso comenzó a desempeñar divesos empleos para generar ingresos económicos como lavado de automóviles, ser conductor de Uber, fabricación de letreros, entre otros. Con el pago que recibía por estos trabajos, se propuso ahorrar para emprender en algo propio, fundando su primera empresa: una compañía de renta de autos.
Por medio de redes sociales, conoció a Erika Mejía, empresaria hondureña, creadora de Lovely Roses y fundadora de WorldStaff, con quien posteriormente entablaría una relación, y se unirían para formar una familia. Mientras tanto, en el plano empresarial, su unión impulsó aún más el éxito de los negocios de Erika y la idea de crear un negocio en conjunto no tardó en llegar. WorldStaff, la primera empresa de Erika, necesitaba un nuevo impulso y tras asociarse lograron expandirla, pasando de tener una sede en Miami, a fundar juntos las sedes de Nueva York, Nueva Jersey, Dallas, Pensilvania y Minnesota. Actualmente, la pareja también dirige las marcas registradas Terraza Mia Food & Grill, y Auto World Financial USA.

## Vida personal
Actualmente, está casado con la florista Erika Mejía, con quien dirige WorldStaff y tiene una hija.